# Bokum
Bokum − polski herb szlachecki, znany z jedynego wizerunku pieczętnego, odmiana herbu Kuszaba.

## Opis herbu
Opisy z wykorzystaniem zasad blazonowania, zaproponowanych przez Alfreda Znamierowskiego:
W polu srebrnym koło młyńskie naturalne.
Klejnot: Pół wyżła srebrnego.

## Najwcześniejsze wzmianki
Pieczęć Jana Bokuma, cześnika litewskiego z 1673.

## Herbowni
Herb ten, jako herb własny, przysługiwał jednej tylko rodzinie herbownych:
Bokum. Rodzina tego nazwiska używała herbu Kuszaba, zatem jest możliwe, że herb z pieczęci Jana Bokuma jest w istocie źle przedstawioną Kuszabą.